# Camp de travail de Kholmogory
Le camp de travail de Kholmogory ou camp de concentration de Kholmogory est l'un des premiers camps de travail soviétique (désigné aussi comme « camp de concentration ») installé dans les édifices d'un monastère qui avaient été édifiés, au XVIIe siècle, dans l'enceinte du Kremlin de Kholmogory, à 75 km au sud-est d'Arkhangelsk.

## Histoire
Le 13 octobre 1923, Félix Dzerjinski, fondateur de la Tchéka semble avoir réussi à convaincre le gouvernement soviétique de livrer à la Tchéka les biens confisqués des monastères de Kholmogory, Pertominsk et Solovetski. Ces trois monastères étaient situés au Nord dans l'oblast d'Arkhangelsk à des centaines de kilomètres de la capitale de l'époque, Pétrograd, près de la mer Blanche.
Tous trois sont baptisés camps à destination spéciale, plus tard camps du Nord à destination spéciale (en russe : Severnye lagueria ossobogo naznatchénia dont l'acronyme est SLON).
Le camp de Kholmogory est, selon Varlam Chalamov, le premier des trois à être ouvert en 1924. Les évènements dramatiques de Petrograd vont fournir ses victimes.    
Une fois la révolte de Kronstadt matée en mars 1921, les mutins sont alignés sur la jetée et l'ordre est donné d'en abattre un sur deux. Les numéros impairs font un pas en avant et sont fusillés sur place. Les numéros pairs sont condamnés à dix ans de réclusion et enfermés. La vie dans les prisons encourage les mutins à avoir accès « au grand air ». Le camp de Kholgomory est ouvert en 1924 et ils y sont envoyés. La nourriture infecte, le scorbut, les coups font s'enfuir une partie des mutins vers Moscou. L'Armée rouge intervient et encercle le camp. Kholmogory est alors vidé et fermé et les marins survivants sont envoyés aux îles Solovki. 
C'est sur les îles Solovski qu'est installée la Direction et le premier secteur du SLON quand il est créé en 1925. Le deuxième secteur se trouvait à Kem, le troisième à Oust-Tsilma et le quatrième dans le nord de l'Oural sur la rivière Vichéra.

## Témoignage
D'après la description du camp faite par les détenus :

« …ils se virent soumis à tous les châtiments connus, tels que la réclusion solitaire, et les brutalités, quand ils n'étaient pas pendus ou exécutés par le détachement militaire du bâtiment, etc. Il suffit de dire qu'à la fin de l'année la majorité des détenus de Kholmogory pouvaient se vanter, en plus de leur actif passé, de trente à trente-cinq jours de grèves de la faim…. »